# Uniwersytet w Turku
Uniwersytet w Turku (fiń. Turun yliopisto) – znajdujący się w fińskim mieście Turku uniwersytet, na którym studiuje 18 tys. studentów i pracuje 1,5 tys. pracowników naukowych. Pierwsza uczelnia w tym mieście powstała w 1640 roku. Nowoczesny uniwersytet powstał w 1920 roku. Spośród 18 tys. studentów 5 tys. to doktoranci. Stanowi on centrum dla Turku Science Park.